# SLベンフィカ (フットサル)
SLベンフィカ（Sport Lisboa e Benfica）は、ポルトガル・リスボンに本拠地を置くフットサルチーム。総合スポーツクラブであるSLベンフィカを構成するスポーツチームの一つである。リーガ・プラカルド所属。リーガ・プラカルドでは8度優勝している。UEFAフットサルチャンピオンズリーグでは1度優勝している。

## 歴史
2001年9月13日、SLベンフィカとオリンピコが合併してSLベンフィカが存続した。2002-03シーズンにはリーガ・プラカルドで初優勝した。
2006-07シーズンのヨーロッパ・フットサル・カップウィナーズカップでは準優勝した。2007年のFIFAインターコンチネンタル・フットサルカップでは4位となった。
2009-10シーズン、UEFAフットサルカップで初優勝し、ポルトガル勢では初の優勝クラブとなった。2010-11シーズンのUEFAフットサルカップでは4位となり、2011年のFIFAインターコンチネンタル・フットサルカップでは３位となった。2015-16シーズンと2021-22シーズンのUEFAフットサルカップでは3位となった。

## タイトル

### 国内大会
- リーガ・プラカルド : 8回

2002–03, 2004–05, 2006–07, 2007–08, 2008–09, 2011–12, 2014–15, 2018–19
- タッサ・デ・ポルトガル : 7回

2002–03, 2004–05, 2006–07, 2008–09, 2011–12, 2014–15, 2016–17
- タッサ・ダ・リーガ : 3回

2017–18, 2018–19, 2019–20
- スーペルタッサ・デ・フットサル : 8回

2003, 2006, 2007, 2009, 2011, 2012, 2015, 2016

### 国際大会
- UEFAフットサルチャンピオンズリーグ

2009–10

## 歴代所属選手
- ペドロ・コスタ
- リカルジーニョ
- セルジーニョ
- 逸見勝利ラファエル